# Natsuki Mugikura
Natsuki Mugikura (麦倉 捺木 Mugikura Natsuki?), född 22 maj 1996 i Tokyo prefektur, är en japansk fotbollsspelare.
Mugikura började sin karriär 2015 i Mito HollyHock. Efter Mito HollyHock spelade han för SC Sagamihara och Iwate Grulla Morioka.